# Scarus caudofasciatus
Scarus caudofasciatus és una espècie de peix de la família dels escàrids i de l'ordre dels perciformes.

## Morfologia
Els mascles poden assolir els 50 cm de longitud total.

## Distribució geogràfica
Es troba des del Mar Roig fins a Sud-àfrica.